# 岡田京介
岡田 京介 （おかだ きょうすけ、1977年10月11日 - ）は、日本のアートディレクター、グラフィックデザイナー。株式会社トライセップ グラフィックス代表。東京都出身。米国フィラデルフィア芸術大学グラフィックデザイン科卒業。

## 人物
1992年にアメリカ合衆国ワシントンD.C.へ渡米。
デューク・エリントン芸術高校でファインアートを学ぶ。2000年フィラデルフィア芸術大学グラフィックデザイン科卒業。
同年ニューヨークのデザインプロダクションに入社。
2003年に帰国。エイベックス・エンタテインメント株式会社を経て2007年トライセップ グラフィックスを立ち上げる。
音楽関連のプロジェクト中心に、以降は、企業、店舗、団体などのブランディング、広告のディレクションおよびデザインを手がける。
自社のオンラインストアでオリジナルのコラボ商品を展開している。
作品でのクレジット表記はDUKE OKADAである。
GRAPHIC DESIGN IN JAPAN 年鑑2013入選、APAアワード2016 広告作品部門入選。
日本グラフィックデザイナー協会 (JAGDA) 会員。ニューヨークADC会員。。

## 主な仕事
- 『SHIPS』「SOUVEN!RS」ロゴ
- 『SHIPS』「BLUESTORE」ロゴ
- 『新世界100周年』ロゴ
- 『コカ・コーラ』 「Coca-Cola TVCF Chronicles」
- 『鬼龍院翔』(ゴールデンボンバー)「Life is Show Time」
- 『綾小路翔 x マーティー・フリードマン』「SAMURAI STRONG STYLE」
- 『玉置浩二』「サーチライト」
- 『佐野元春』「Zooey」
- 『くりぃむクイズ ミラクル9』テレビ朝日 広告
- 『小野リサ』「Soul & Bossa」
- 『小野リサ』「Lisa Ono 2007 SUNSET BOSSA-Tribute to Antonio Carlos Jobin-」
- 『冨田ラボ feat 秦基博、松本隆』「パラレル」
- 『冨田ラボ feat 安藤優子』「あの木の下で会いましょう」
- 『冨田ラボ feat キリンジ』「Corps de Ballet」
- 『冨田ラボ』オフィシャルロゴ
- 『鈴木愛理』「Do me a favor」
- 『映画 SHIROME x ももいろクローバー』メインビジュアル
- 『機動戦士ガンダム THE ORIGIN』「星屑の砂時計」feat. yu-yu
- 『福耳』「夏はこれからだ」
- 『GACKT』「Until the last day」
- 『SPEED』「Let’s heat it up!」
- 『寺尾聰』「Re-Cool Reflections」
- 『谷村新司』「音帰し」
- 『吉田美奈子』「吉田箱」
- 『平松愛理』「La, La, Smile」
- 『及川光博』「Who’s That Guy?」
- 『デーモン小暮』「FOREST OF ROCKS」
- 『大橋トリオ』「plugged」
- 『山下智久』「LOVE CHASE」
- 『柏木由紀』(AKB48)「ショートケーキ」
- 『フレンチキス』「LOVE PRIVACY」
- 『後藤真希』「Gloria」
- 『後藤真希』「G-Emotion FINAL 〜for you〜 LIVE」ロゴ
- 『安倍なつみ』フォトブック「Natsumi Abe New Zealand diary」
- 『Panasonic』「Wearable Camera HX-A500」ビジュアル
- 『J-more』ロゴ
- 『Dois Irmaos』ロゴ
- 『アイドリングNEO』「サクラホライズン」
- 『Mitsuru Matsuoka EARNEST DRIVE』(松岡充)「time」
- 『Chage』「TOKYO MOON」
- 『仮面ライダードライブ オリジナルサウンドトラック』
- 『キン肉マン』 ジャンプコミックスカバー
- 『キン肉マン』「ノスタルジックセピア超人フィギュアシリーズ」
- 『キン肉マン』「マッスルミュージアム」
- 『キン肉マン』「マッスルサミット2010」
- 『湘南乃風』「鎧武乃風」
- 『Blue Note Street』
- 『オーガスタキャンプ2008』ロゴ
- 『Withone』オフィシャルウェブ
- 『クリスティナ・アギレラ』 「KEEPS GETTIN’ BETTER」プロモーション
- 『ヒラリー・ダフ』 「Dignity」
- 『野崎良太』(Jazztronik)「Life Syncopation」
- 『中邑真輔』「Subconscious」入場曲 新日本プロレス
- 『棚橋弘至』「HIGH ENERGY」入場曲 新日本プロレス
- 『中邑真輔』「10th Anniversary DVD BOX」
- 『仮面ライダーガールズ』「Break the shell」
- 『劇場版 猿ロック』「DVD BOX」
- 『劇場版 仮面ライダーディケイド オリジナルサウンドトラック』
- 『劇場版 仮面ライダー鎧武 オリジナルサウンドトラック』
- 『劇場版 仮面ライダー電王 オリジナルサウンドトラック』
- 『仮面ライダーウィザード オリジナルサウンドトラック』
- 『仮面ライダーキバ オリジナルサウンドトラック』
- 『仮面ライダーW オリジナルサウンドトラック』
- 『さらば仮面ライダー電王 ファイナル・カウントダウン』オリジナルサウンドトラック
- 『D⭐︎DATE』「GLORY DAYS」
- 『GIRL NEXT DOOR』「運命のしずく」
- 『FAR EAST MOVEMENT』「ROUND ROUND」
- 『Newton Falukner』「hand built by robots」
- 『sweetbox』「Greatest Hits」

## 関連書籍
- 『デザインノート No.6』 (誠文堂新光社) 2006年
- 『MdNデザイナーズファイル2010』 (インプレスムック エムディエヌ・ムック)
- 『MdNデザイナーズファイル2011』 (インプレスムック エムディエヌ・ムック)
- 『Graphic Design in Japan 2013』2014年 (六耀社)
- 『配色デザイン見本帳』 (インプレスムック エムディエヌ・ムック) 2014年
- 『新しい価値を生み出すためのブランディングプロセス』 (PIEブックス) 2015年
- 『年鑑 日本の広告写真 2016』 (玄光社) 2016年
- 『日本のロゴ＆マーク集 Vol.4』 (アルファブックス) 2017年

## 参照
- asics 33 DREAMERS インタビュー アートディレクター / トライセップ グラフィックス代表 デューク・オカダ 2013年
- SHIPS SOUVEN!RS 2014年
- シップス "おみやげ"がテーマの新レーベル「SHIPS SOUVEN!RS」立ち上げ 2014年
- SHIPS MAG 対談インタビュー 2015年